# Лекерети
Лекерети (груз. ლეყერეთი) — село в Грузии, на территории Ткибульского муниципалитета края (мхаре) Имеретия.

## География
Село находится в западной части Грузии, к востоку от реки Риони, на расстоянии 38 километров к северо-западу от города Ткибули, административного центра муниципалитета. Абсолютная высота — 447 метров над уровнем моря.

## Население
По результатам официальной переписи населения 2014 года, в Лекерети проживал 21 человек (10 мужчин и 11 женщин). В национальной структуре населения грузины составляли 100 %.
| Год  | Население, человек |
| ---- | ------------------ |
| 2002 | 65                 |
| 2014 | ↘ 21               |